# Gambusia dominicensis
Gambusia dominicensis is een zoetwatervis, verwant aan het muskietenvisje, uit de familie Poeciliidae en de orde tandkarpers. Het is inheems in slechts een beperkt gebied op de grens van Haïti en de Dominicaanse Republiek, waar het onder andere voorkomt in het meer Étang Saumâtre.

## Beschrijving en status als bedreigde diersoort
Het visje wordt niet groter dan 6 cm (vrouwtje), het mannetje slechts 2,5 cm. Deze vis komt nog voor in twee meren, Lac Azuei in Haïti (112 km²) en Lago Enriquillo (260 km²) in de Dominicaanse Republiek. Verder is de vis uitgezet bij Alice Springs in Australië.
Volgens de IUCN wordt de waterkwaliteit en de hoeveelheid water in beide meren bedreigd door vermesting, verstedelijking en verdroging. Beide meren hebben de status van natuurgebied, maar in Haïti bestaat deze status alleen op papier. Omdat het gaat om een kleine populatie binnen een beperkt gebied dat bovendien te lijden heeft aan sterke habitataantasting, staat deze vis als bedreigd op de internationale rode lijst.